# Albert Craig Baird
Albert Craig Baird (auch A. Craig Baird, * 20. Oktober 1883 in Vevay, Switzerland County, Indiana, Vereinigte Staaten; † 18. März 1979 in Iowa City, Johnson County, Iowa, Vereinigte Staaten) war ein US-amerikanischer Rhetorik- und Sprechwissenschaftler.

## Leben

### Familie und Ausbildung
Albert Craig Baird, Sohn des William John Baird und der Sarah Hedden Baird, graduierte an der High School in seiner Geburtsstadt Vevay. Nach einer einjährigen beruflichen Tätigkeit schrieb er sich am Wabash College in Crawfordsville ein, 1907 erhielt er den akademischen Grad eines Bachelor of Arts. Albert Craig Baird studierte in unmittelbarer Folge am  McCormick Theological Seminary in Chicago, anschließend am Union Theological Seminary in Manhattan, dort schloss er das Studium als Bachelor of Divinity mit der Note magna cum laude ab. 1912 erwarb er einen Master of Arts in English sowie Rhetoric von der Columbia University.
Albert Craig Baird, Mitglied der Episkopalkirche der Vereinigten Staaten von Amerika, heiratete am 25. Juni 1923 Marion Peirce. Der Beziehung entstammte die Tochter Mary Barbara. Baird starb im März 1979 im Alter von 95 Jahren. Seine letzte Ruhestätte fand er auf dem Memory Gardens Cemetery in Iowa City.

### Beruflicher Werdegang
Albert Craig Baird trat 1910 eine Stelle als Instructor in English an der Ohio Wesleyan University in Delaware an, 1911 wechselte er in selber Funktion an das Dartmouth College nach Hanover. 1913 folgte Baird einem Ruf als Professor of Rhetoric and Argumentation an das Bates College nach Lewiston. 1925 zog er mit seiner Familie nach Iowa City, dort wurde er zum Associate Professor of Speech an der State University of Iowa bestellt, 1928 wurde er zum Full Professor ernannt. Baird, der in den Jahren 1925 bis 1948 als Director der Iowa High School Forensic League fungierte, wurde 1952 emeritiert. Er war darüber hinaus als Gastprofessor an der Florida State University, der University of Washington, der University of Missouri und der Southern Illinois University Carbondale sowie als Professor of English an den Sommerkursen der Columbia University der Jahre 1924, 1925, 1931 und 1937 eingesetzt.
Albert Craig Baird zählt zu den bedeutendsten Rhetorik- und Sprechwissenschaftlern der Vereinigten Staaten seiner Zeit. Er präsidierte im Jahre 1939 die National Association of Teachers of Speech. Baird war Mitglied der Freimaurer und der  US-amerikanischen akademischen Ehrengesellschaften Phi Beta Kappa, Pi Kappa Delta und Delta Sigma Rho. 1932 empfing Baird die Ehrendoktorwürde vom Wabash College.

## Publikationen
Autor
- zusammen mit Lester Thonssen: Speech Criticism: The Development of Standards for Rhetorical Appraisal. Ronald Press Co., New York, 1948
- Argumentation, Discussion and Deabate. in: McGraw-Hill Series in Speech. McGraw-Hill, New York, 1950
- zusammen mit Franklin Hayward Knower: Essentials of General Speech. in: McGraw-Hill Series in Speech. McGraw-Hill, New York, 1952
- American Public Addresses, 1740-1952. in: McGraw-Hill Series in Speech. McGraw-Hill, New York, 1956
- Rhetoric: A Philosophical Inquiry. Ronald Press Co., New York, 1965

Herausgeber
- Representative American speeches (annually). H.W. Wilson, New York, 1937–59.
- C.A. Goodrich's Select British Eloquence. Southern Illinois University Press, Carbondale, Ill., 1963